# LMBR1
El homólogo de la proteína de la región 1  es una proteína que en humanos está codificada por el gen LMBR1 .
Este gen codifica un miembro de la familia de proteínas de membrana de tipo LMBR1. Se ha demostrado que otro miembro de esta familia de proteínas es un receptor transmembrana de lipocalina. Un módulo regulador de acción cis altamente conservado para el gen (proteína) del sonic hedgehog se encuentra dentro de un intrón de este gen. En consecuencia, a alteración de esta región génica puede alterar la expresión del sonic hedgehog y afectar el patrón de las extremidades, pero no se sabe si este gen funciona directamente en el desarrollo de las extremidades. Las mutaciones y deleciones y reordenamientos cromosómicos en esta región génica se asocian con acheiropody y polidactilia preaxial, que probablemente resultan de la expresión alterada del sonic hedgehog